# Tűzijáték

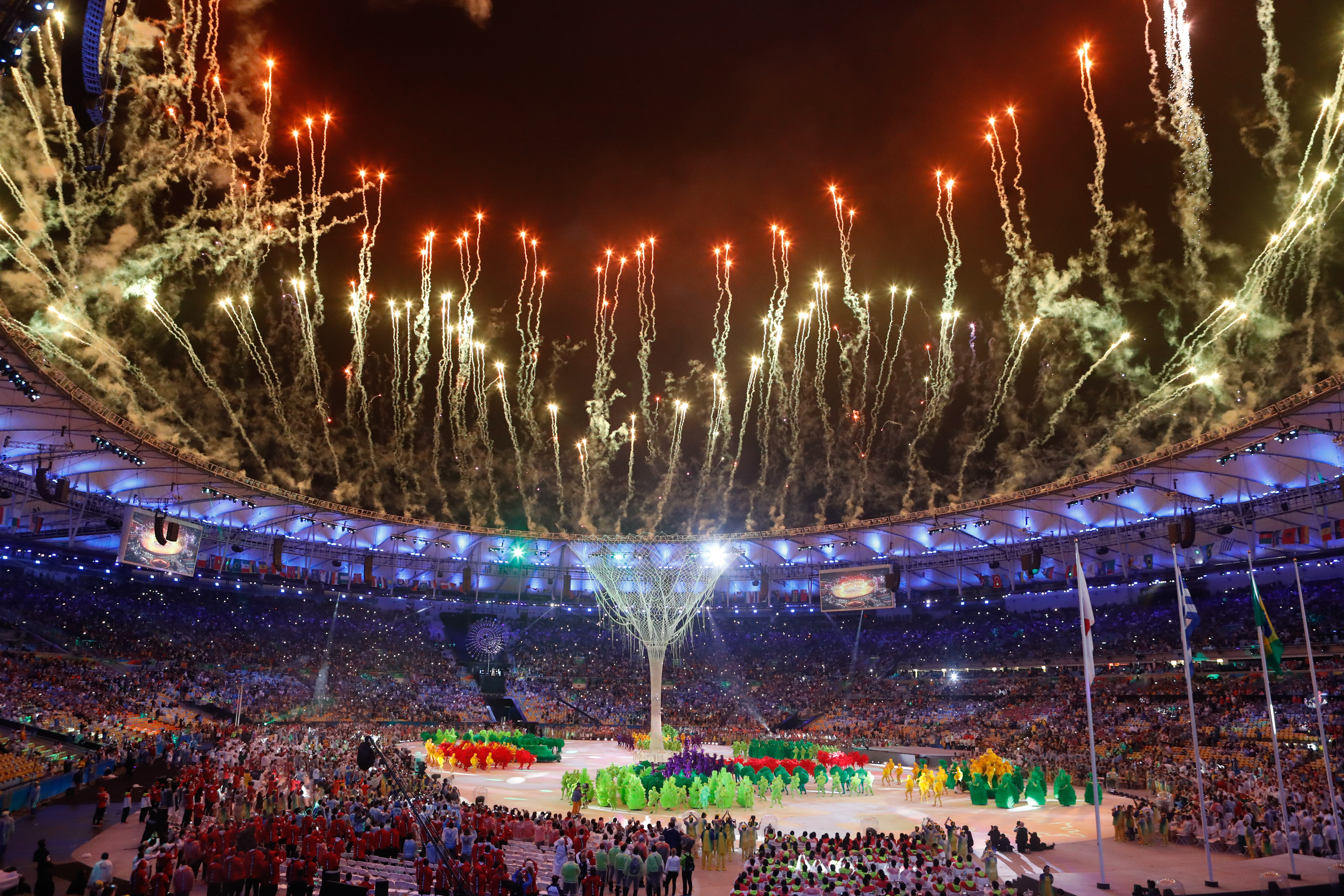
Tűzijáték Rio de Janeiróban a 2016-os olimpiai játékok záróünnepén

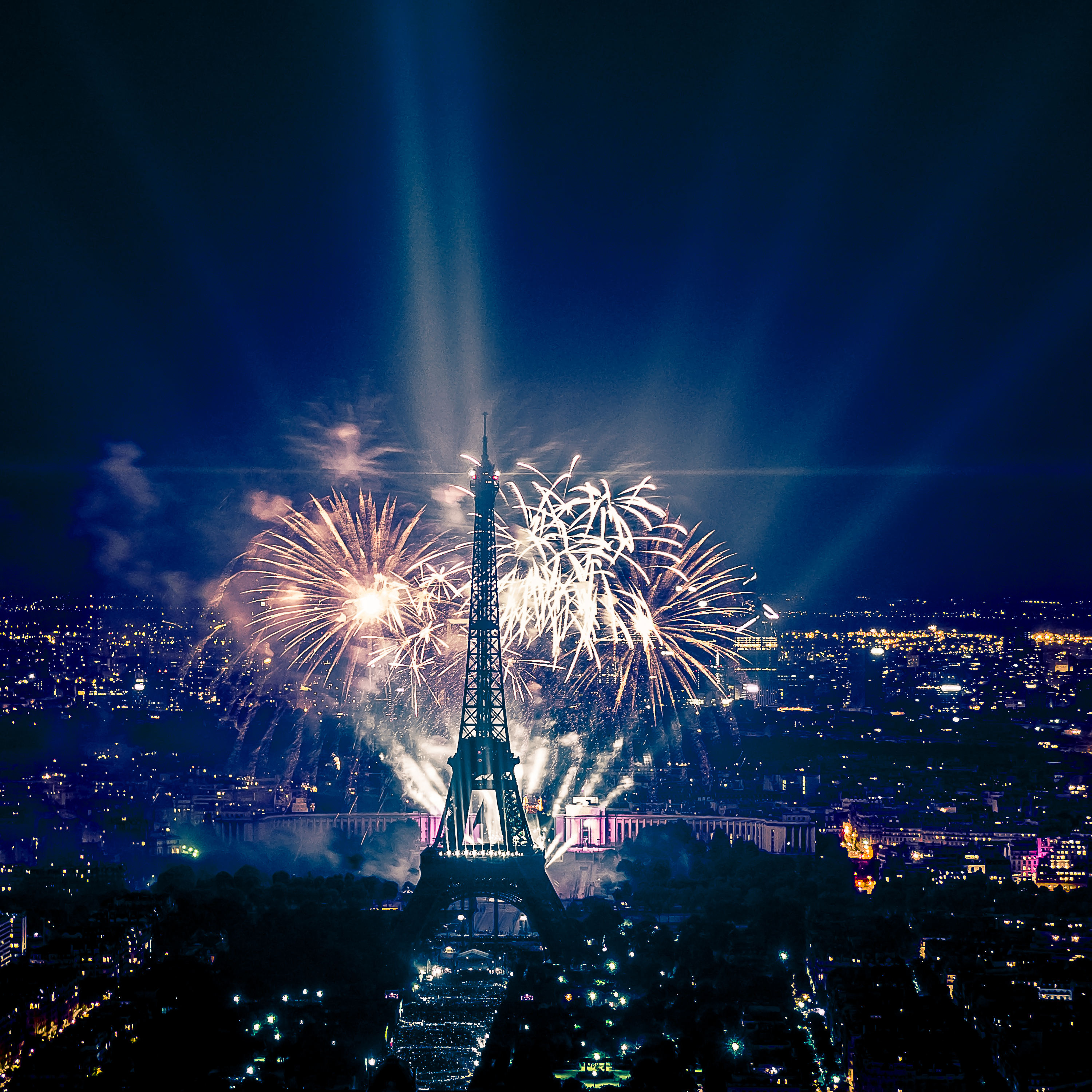
Tűzijáték az Eiffel-torony közelében (2013)

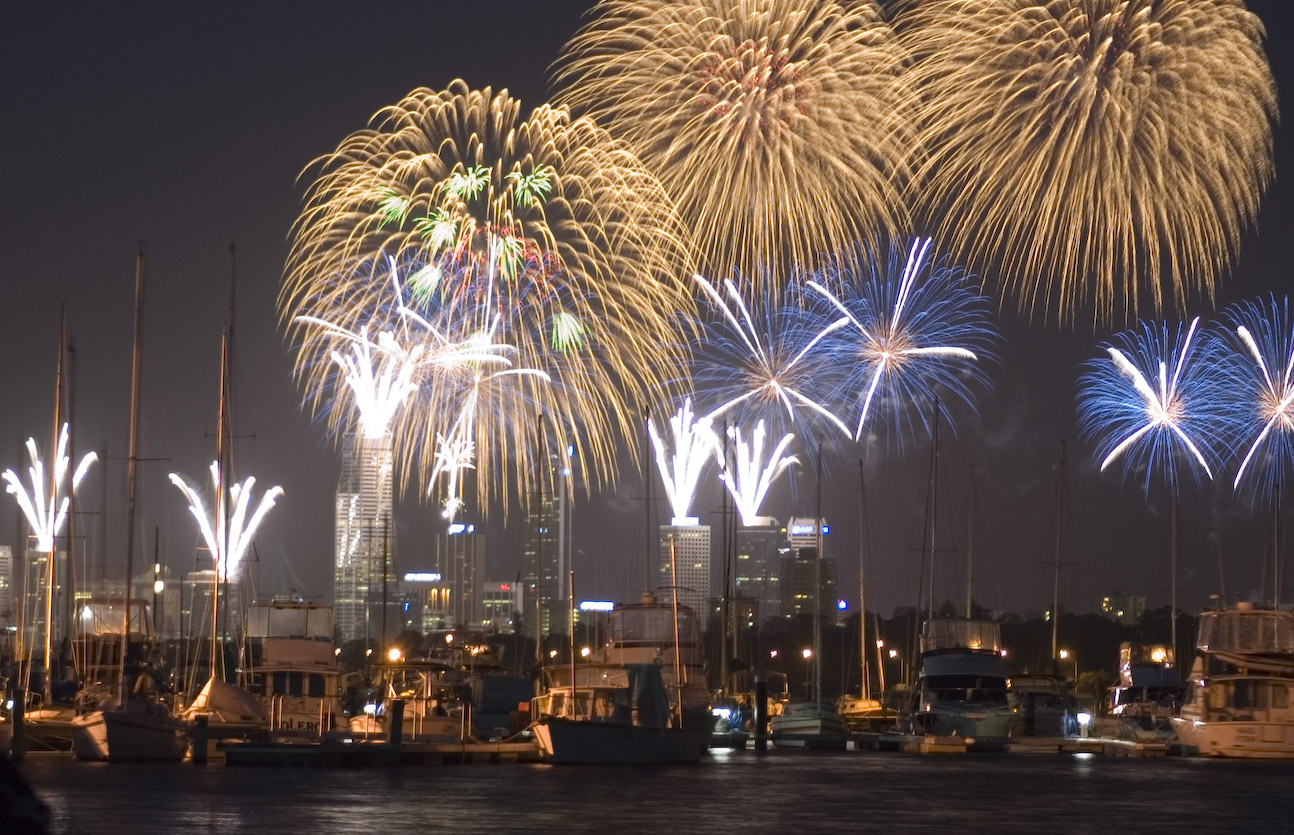
Évenkénti tűzijáték 1985-től az ausztráliai Perthben (2006)

A tűzijáték mint gyűjtőnév alatt megkülönböztethető:
1. a pirotechnika egyik ágazata, melynek célja a művészi szintű polgári szórakoztatás,
2. a tűzijáték szolgáltatás vagy tűzijáték esemény,
3. a tűzijáték termékek.

## Tűzijáték ágazat
A pirotechnika legközismertebb, leglátványosabb „végeredményű” ágazata. A teljes tevékenység: kutatás, fejlesztés, gyártás, kereskedelem és szolgáltatás. Az egyik legrégebbi iparág, melynek fejlődése szorosan összekapcsolódik a feketelőpor feltalálásával (800 körül), alkalmazásával és gyártásával. A tevékenység Magyarországon hatósági engedélyhez kötött.

### Története
Kínában 900 körül feketelőporral vagy puskaporral töltött bambuszrudakat meggyújtva a tűzzel, füsttel és durranással űzték el a rossz szellemeket. A feljegyzések szerint az első – maihoz hasonló – tűzijátékot Kínában tartották a 12. században, ahol később azok az egyházi szertartások, ünnepek, vagy például a császár születésnapjának kísérő eseményei lettek, melyekhez már tűzijátékanyag-gyárat is építettek. Kína mellett később Japánban is létesült gyár. Az első európai gyárak Münchenben (Németország), Velencében (Olaszország) majd Angliában jelentek meg. A mediterrán országok, főként Spanyolország, Olaszország és Málta ma is nagy gyártói hagyománnyal rendelkeznek, de Franciaország is kiemelkedő. Hazánkban az első üzemet a 20. század elején Emmerling Adolf alapította Pesterzsébeten, melyet 1946-ban államosítottak és később Balatonfűzfőre költöztettek. Mivel a gyártásnak még ma is csak elenyésző fázisa gépesíthető, így nagy az élő munka igénye a tűzijáték gyártásnak. Ezért elsősorban az olcsó munkaerő miatt, és csak másodsorban az évezredes tapasztalat miatt a tűzijátékok zömét ma is Kínában készítik, de meg kell még említeni a következő országokat is, ahol jelentős volumenű gyártás van: Japán, Dél-Korea, India, Mexikó.

### Magyarországon
A feljegyzések szerint Magyarországon először I. Mátyás király és Beatrix királyné esküvőjén tartottak tűzijátékot 1476-ban Székesfehérvárott. 1686-ban Budavár visszafoglalását is tűzijátékkal ünnepelték.
A Szent István-napi tűzijátékot Budapesten 1927 óta minden évben megrendezik, kivéve a második világháború éveit, valamint az 1956 és 1966 közötti időszakot.

## Tűzijáték-szolgáltatás

Tűzijátékvető csövek előkészítése, telepítés

Szórakoztatási célból, ünnepek, kiemelkedő események emlékezetessé tétele, hangulatának fokozása végett különféle pirotechnikai (tűzijáték) termékek művészi elműködtetése pirotechnikus szakember irányítása mellett.
Európában a reneszánsz idején jelent meg a tűzijáték, és eleinte csak egyházi személyek kiváltsága volt. A feljegyzések szerint Magyarországon először I. Mátyás király és Beatrix királyné esküvőjén tartottak tűzijátékot 1476-ban Székesfehérvárott. 1686-ban Budavár visszafoglalását is tűzijátékkal ünnepelték. A XVII. századtól már a gazdagabb polgárok is tűzijátékozhattak. Azonban a második világháború után Magyarországon a tűzijáték is állami monopóliummá vált, az emberek évente néhány alkalommal (például április 4-én vagy augusztus 20-án) láthattak csak tűzijátékot.

### Történeti érdekességek
- Elektromos indítógépet Európában először Teleki György és Fekete Károly gépészmérnökök 1965-ben alkalmaztak a budapesti tűzijáték elműködtetéséhez.
- A rendszerváltás után 1992-ben Gyulán tartották az első privát szervezésű és kivitelezésű tűzijátékot. Az esemény nagy sikerrel zárult, és az egész szakma újraéledését hozta magával.

## Tűzijáték termékek

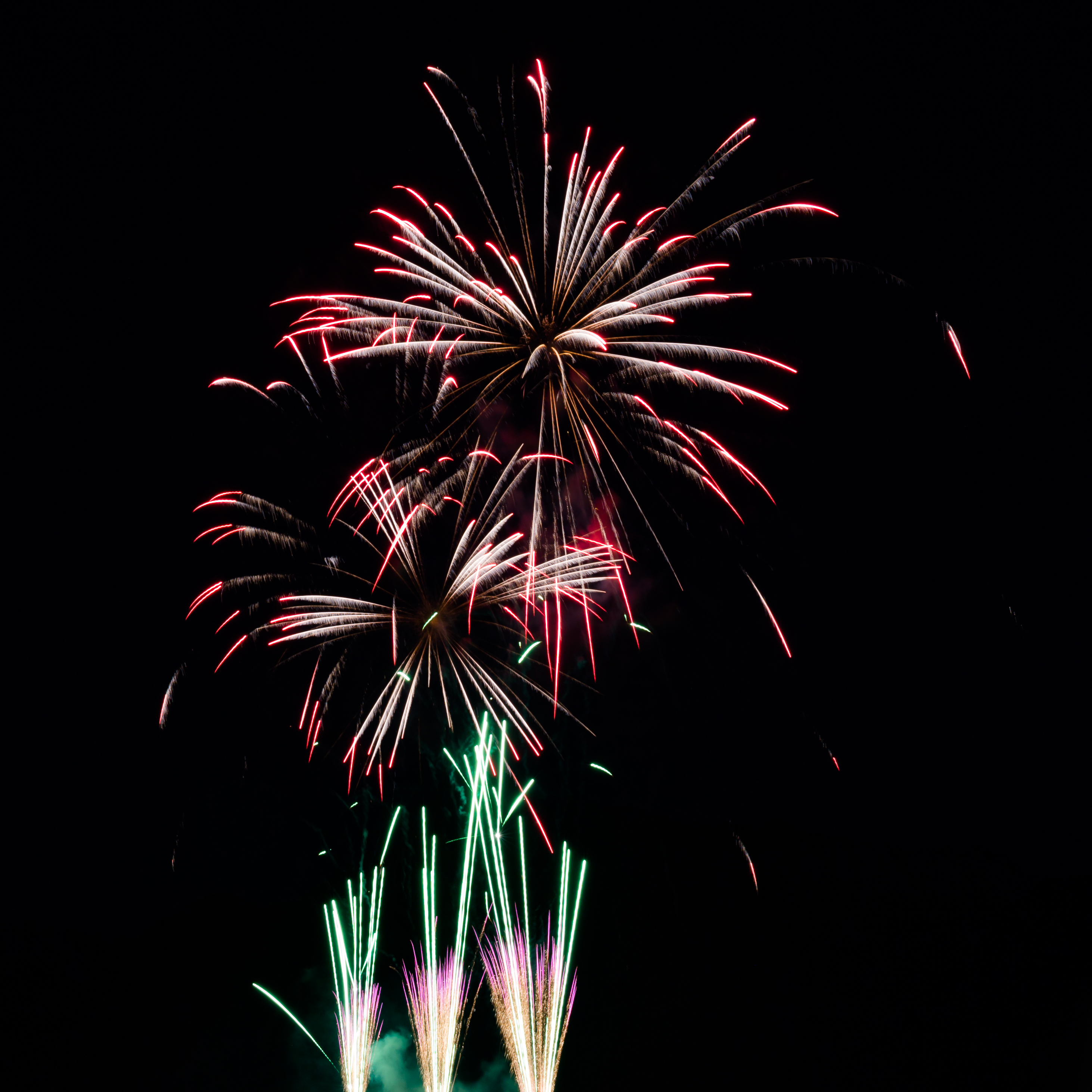
Tűzijáték a franciaországi Annecy-ben, 2015. július 14-én; (feltöltő: Medium69)

A tűzijáték termékek szakmailag a pirotechnikai termékek egy szűkebb csoportja, melyeket tűzijáték szolgáltatáshoz használnak fel. Birtoklásukat, felhasználásukat Magyarországon kormányrendelet szabályozza, és azt általában hatósági engedélyhez köti. (3. és 4. pirotechnikai osztályba tartozó termékek.)
Professzionális tűzijáték alaptermékek (felépítésük, szerkezetük alapján):
- tűzijáték bomba

kaliberek: 2"=50mm; 2,5"=65mm; 3"=75mm; 4"=100mm; 5"=125mm; 6"=150mm; 7"=175mm; 8"=200mm; 10"=250mm; 12"=300mm; 16"=400mm.
- rómaigyertya (egybe írandó!)

kaliberek: 0,8"=20mm; 1"=25mm; 1,2"=30mm; 1,5"=40mm; 1,75"=45mm; 2"=50mm; 2,5"=65mm; 3"=75mm.
- tűzmozsár

kaliberek: 2"=50mm; 2,5"=65mm; 3"=75mm; 4"=100mm; 5"=125mm.
- rakéta (régiesen: röppentyű)
- vízesés égő (tévesen: görögtűz)
- szikraszökőkút
- bengál égő
- bombetta telep
- rómaigyertya

A köznyelvben mindenféle tűzijáték termékre használatos a petárda kifejezés, pedig az igazi petárda nem tűzijáték termék, hanem kizárólag hanghatás keltésére szolgáló pirotechnikai eszköz. Veszélyessége miatt mára a legtöbb európai országban (Magyarországon is!) a polgári lakosság számára tiltott mind birtoklása, mind használata.
A pirotechnikai termékek besorolása, osztályozása alapvetően azok veszélyessége alapján történik. A termékekre más szabályok érvényesek a szállítás illetve tárolás során, és más a felhasználás során. Szállítás során nemzetközi jogszabály (ADR, RID stb.) alapján osztályozzák a termékeket (UN szám, veszélyességi osztály), mely általában a tárolásra is érvényes. Az Európai Unió országai 2007-ben fogadták el a pirotechnikai új irányelveket, mely alapján 2010-ig kellett minden tagállamnak a saját jogszabályát megalkotnia. Az irányelv alapján a felhasználás veszélyessége szerinti osztályba sorolás Európában kötelezően egységes, mint ahogy a szállításra vonatkozó besorolás is, azonban a felhasználás részletes szabályzása (pl. hány éves kortól, melyik osztály vásárolható meg, hogyan használható fel stb.) országonként eltérő lehet.
A pirotechnikai termékek felhasználás szerinti osztályokba sorolása:
Szórakoztató célú pirotechnikai (tűzijáték) termékek: 
- 1. pirotechnikai osztály (jelölések: PT-1, Category1/CAT1/KAT1, CE számban: F1)
- 2. pirotechnikai osztály (jelölések: PT-2, Category2/CAT2/KAT2, CE számban: F2)
- 3. pirotechnikai osztály (jelölések: PT-3, Category3/CAT3/KAT3, CE számban: F3)
- 4. pirotechnikai osztály (jelölések: PT-4, Category4/CAT4/KAT4, CE számban: F4)

Színpadi pirotechnikai termékek:
- T 1 pirotechnikai osztály
- T 2 pirotechnikai osztály

Egyéb pirotechnikai termékek:
- P 1 pirotechnikai osztály
- P 2 pirotechnikai osztály

A vonatkozó hazai jogszabály alapján a szórakoztató célú pirotechnikai (tűzijáték) termékek közül a következőek vásárolhatók, birtokolhatók és használhatók fel engedély nélkül:
Egész évben külön engedély nélkül megvásárolható, birtokolható az 1. pirotechnikai osztályba tartozó (nagyon csekély veszélyességű) termékek a 14 év felettieknek, a 2. pirotechnikai osztályba tartozó (csekély veszélyességű) termékek a 16év feletti személyeknek. Az engedély nélküli felhasználás azonban igen korlátozott. Az 1. ill. 2. osztályba tartozó termékeket engedély nélkül nem szabad felhasználni tömegközlekedési eszközön, közutakon (utcákon, tereken, hidakon), sportpályákon, köz- és egyházi intézményekben, kikapcsolódásra és szórakozásra szolgáló helyeken, kivéve december 28. 18.00 és január 1. 06.00 óra között. Egy magánszemély összesen nettó 1 kg robbanóanyagot tartalmazó tűzijátékterméket birtokolhat, és engedély nélkül – gyakorlatilag – csak magánterületen használhatja fel. A 2. osztályba tartozó termékek (telepek 500g hatóanyagig és rómaigyertyák) már kisebb, de igazi tűzijáték élményt nyújtanak.
A 3. pirotechnikai osztályba tartozó (közepes veszélyességű) tűzijáték termékek időszakosan (december 28. és 31. között) engedély nélkül megvásárolhatók és birtokolhatók, de engedély nélkül kizárólag szilveszter éjjel használhatók fel. Az ide sorolt termékeket (telepek 500-1000g hatóanyaggal, nagyobb rómaigyertyák és rakéták) már a nagyobb tűzijátékokban is használatosak.

### Könyvek
- Kovács Ákos: Játék a tűzzel. Fejezetek a magyarországi tűzijátékok és díszkivilágítások XV-XX. századi történetéből; Helikon, Budapest, 2001
- Broch, Alan St.H.: History of Fireworks

### Jogszabály
- 173/2011. (VIII. 24.) Kormányrendelet

## Pirotechnikai osztályok korhoz kötve
- 14 éves kortól az 1-es pirotechnikai osztályú termékeket (pattogók, földi forgók, földtől el nem emelkedő kis, játékos effektek) lehet használni – egész évben.
- 16 éves kortól a 2-es pirotechnikai osztályú termékeket (telepek max. 30 mm ill. 500 g hatóanyagig, mozsarak, rómaigyertyák 50 g-ig, kisrakéták, ugráló pörgettyűk stb.) lehet használni – egész évben.
- 18 éves kortól a 3-as pirotechnikai osztályú termékeket (telepek max. 50 mm ill. 1000 g hatóanyagig, nagyobb rómaigyertyák 250 g-ig és rakéták) is lehet használni, de csak az év utolsó napján!